# Kairoa
Kairoa es un género con una especies de plantas de flores perteneciente a la familia Monimiaceae. 

## Especies seleccionadas
- Kairoa suberosa - [W.R.Philipson]